# 食欲増進薬
食欲増進薬（しょくようくぞうしんざい、appetite stimulant、orexigenic）とは、食欲増進を起こし、多食症を引き起こす可能性のある薬物、ホルモン、化合物のことである。これは医薬品や、グレリン、オレキシン、神経ペプチドYなどの天然に存在する神経ペプチドホルモンであり、これは飢えを増進させることにより食を促進する。通常は食欲増進は不要な体重増加につながるため、ある種の薬物の好ましくない副作用と考えられているが、時に有益であり、特に患者が嚢胞性線維症、拒食症、高齢者、悪性腫瘍、後天性免疫不全症候群のために重度の食欲不振または筋肉の衰弱に苦しむ場合、食欲増進のためだけに薬物が処方されることがある。三環系抗うつ薬（TCA）、四環系抗うつ薬、天然または合成のカンナビノイド、第一世代抗ヒスタミン薬、ほとんどの抗精神病薬、多くのステロイドホルモンなど、広く使用されている薬物のいくつかで食欲増進を引き起こす可能性がある。アメリカ合衆国では現在、後天性免疫不全症候群による食欲不振に対してのみ承認を受けたドロナビノールを除き、食欲増進薬としてアメリカ食品医薬品局に承認されたホルモンや薬物はない。

## 食欲増進薬の一覧
- 5-HT2C受容体拮抗薬・受容体逆作動薬：ミルタザピン、オランザピン、クエチアピン、アミトリプチリン、シプロヘプタジン、ルラシドン
- H1 receptor受容体拮抗薬・受容体逆作動薬：ミルタザピン、オランザピン、クエチアピン、アミトリプチリン、シプロヘプタジン、ピゾチフェン
- ドーパミン拮抗薬：ハロペリドール、クロルプロマジン、オランザピン、リスペリドン、クエチアピン
- アドレナリン受容体拮抗薬：
  - 交感神経β受容体遮断薬：プロプラノロール
- 逆説的には、βアドレナリン作動薬も一覧に含まれる[11]。

エフェドラ・クレンブテロール（これは食欲抑制薬である）ではなく、サルブタモール、フレロブテロール、ジルパテロールおよびその関連薬。
- - α2アドレナリン受容体拮抗薬[要出典]：ミルタザピン、ミアンセリン
  - アドレナリンα1β受容体遮断薬：カルベジロール
- α2アドレナリン受容体作動薬：クロニジン
- CB1受容体作動薬（カンナビノイド：THC・ドロナビノール（アサ属の成分）、ナビロン）
- 副腎皮質ホルモン：デキサメタゾン、プレドニゾン、ヒドロコルチゾン
- ある種のプレグネンステロイド：酢酸メゲストロール、メドロキシプロゲステロン酢酸エステル
- アナボリックステロイド：オキサンドロロン、ウンデシレン酸ボルデノン、テストステロン
- プレドニゾロンなどの他のステロイド
- スルホニルウレア系抗糖尿病薬：グリベンクラミド、クロルプロパミド、トルブタミド
- リチウムなどの気分安定薬
- バルプロ酸ナトリウム、カルバマゼピン、ガバペンチンなどのある種の抗てんかん薬[1]
- α2δVDCC：ガバペンチン、プレガバリン[12]
- アナモレリン、GHRP-6、イブタモレン、イパモレリン、プラルモレリンなどのグレリン受容体作動薬
- MC4受容体拮抗薬
- インスリン
- フルクトースなどの砂糖[13]
- アルコール飲料[14]
- ジアゼパムなどのベンゾジアゼピン

## 関連記事
- 食欲抑制薬（anorexigenic）
- 拒食症
- 摂食障害
- 肥満